# ریچارد بن کریمر
ریچارد بن کریمر (انگلیسی: Richard Ben Cramer؛ ‏ ۱۲ ژوئن ۱۹۵۰ – ۷ ژانویهٔ ۲۰۱۳) روزنامه‌نگار اهل ایالات متحده آمریکا بود.
از فیلم‌هایی که وی در آن‌ها نقش داشته‌است، می‌توان به آرکی‌او ۲۸۱ اشاره نمود.